# Wassersportverein Basel
El Wassersportverein Basel (llamado también WSV Basel) es un club acuático suizo en la ciudad de Basilea.
Los principales deportes que se practican en el club son natación, piragüismo y waterpolo.

## Historia
El club fue fundado en 1890. 

## Palmarés
- 1 vez campeón de la liga de Suiza de waterpolo masculino (1994)